# Estimata
Estimata é um gênero de traça pertencente à família Arctiidae.